# Pheidole chrysops
Pheidole chrysops  (лат.) — вид муравьёв рода Pheidole из подсемейства Myrmicinae (Formicidae). Южная Америка (Бразилия, Парагвай). 

## Описание
Мелкие земляные мирмициновые муравьи, длина около 2—3 мм. Обладают многочисленными длинными полуотстоящими волосками на голове, грудке и брюшке. Голова крупных рабочих (солдат) субквадратнеая, угловатая, с выемкой на затылке, спереди морщинистая только в области между глазами и основанием усиков (на щеках). Проподеальные шипики заднегруди короткие. Стебелёк между грудкой и брюшком состоит из двух члеников: петиолюса и постпетиолюса (последний четко отделен от брюшка). Окраска солдат одноцветная золотистая (тёмно-жёлтая), мелкие рабочие жёлтые. Крупные рабочие (солдаты): ширина головы 0,94 мм, длина головы равна 0,96 мм, длина скапуса усика — 0,74 мм. Мелкие рабочие: ширина головы — 0,46 мм, длина головы равна 0,54 мм, длина скапуса — 0,66 мм. 
Вид описан в 2003 году американским мирмекологом профессором Эдвардом Уилсоном. Сходен с видами Pheidole alienata, Pheidole bergi, Pheidole aenescens, Pheidole cordiceps, Pheidole midas и Pheidole nesiota, отличаясь скульптурой головы и опушением.
- Солдат сверху
- Голова рабочего
- Солдат сбоку